# Chimegaon, Aurad
Chimegaon là một làng thuộc tehsil Aurad, huyện Bidar, bang Karnataka, Ấn Độ.